# Profeta Zacaries
|  | Per a altres significats, vegeu «Zacaries (desambiguació)». |

Zacaries (en hebreu זְכַרְיָה Zekjar·yáh), és l'onzè del profetes Menors, segons la Bíblia i autor del Llibre de Zacaries.
Era fill de Baraquies o Berec, el qual ho era d'Addo. Va viure cap al segle vi aC, i hauria rebut la inspiració de Jehovà al mes vuitè de l'any segon del rei persa Darios I el Gran (520 aC).
Va cridar els jueus a reconstruir el Temple de Jerusalem, ja que s'havien paralitzat les obres a conseqüència de l'oposició dels samaritans. La reconstrucció va començar a l'inici del govern de Darios, cap a l'any 520 aC, i es van acabar pocs anys després.
Zacaries era contemporani del profeta Ageu. El seu avi Addo, era probablement un sacerdot amb aquest nom mencionat entre els sacerdots que en temps de Cir el Gran van tornar del desterrament amb Zorobabel, segons refereix el llibre II d'Esdras (XII,4). No se sap gaire cosa de la vida de Zacaries. Sobre la seva mort, hi ha un passatge als evangelis sinòptics (Mt., XXIII, 35; Lc., XI, 51) que diu: «fins que la sang de Zacaries, fill de Baraquies, al que vau matar entre el temple i l'altar…», que ha donat lloc a importants controvèrsies. Però els exegetes catòlics actuals tendeixen a creure que les paraules de Jesucrist es referien al profeta i summe sacerdot Zacaries, fill de Joiada, que «apedregaren per ordre del rei Joàs en l'atri del temple» (2 Par., XIV, 21), ja que no és versemblant que el poble d'Israel, que feia molt poc que havia tornat de l'exili i era devot de Déu i obedient als profetes, segons diu el profeta Ageu (I, 12 i següents) i el mateix Zacaries (6 i 7), pogués cometre en aquell temps tan horrible homicidi.

## Profecia
- article principal Llibre de Zacaries

Del llibre que porta el seu nom, només se n'hi atribueixen amb seguretat els vuit primers capítols. Els demés semblen obra d'un autor anònim posterior (Deutero-Zacaries). Les prediccions de la primera part es poden datar entre els anys 520 i 518 aC.
Zacaries va ser enviat al poble per a renovar l'esperit d'Israel i excitar-lo a la reedificació del temple. La profecia de Zacaries tendeix a exposar la renovació de la teocràcia, i explica la magnificència del futur regne messiànic, del qual el temple que tractaven de reedificar no n'era més que el símbol o figura, i que el poble d'Israel s'havia de fer mereixedor de les promeses futures.
El Llibre de Zacaries s'orienta cap a un planteig escatològic de la salvació i a l'organització de la comunitat en aquesta direcció escatològica. En aquest sentit segueix les línies d'altres profetes: Osees, Amós, Isaïes i Jeremies. L'obra comença amb un breu proemi (I, 1-6), i continua amb tres parts diferenciades. La primera consta de vuit visions que donen a conèixer la renovació del regne messiànic, i s'acaba, a l'epíleg, amb l'acció simbòlica de coronar al summe sacerdot Josué, figura arquetípica de la dignitat sacerdotal i reial que ha de reunir en si mateix el Messies (Zac., I, 7; VI, 15). La segona part comprèn els discursos profètics demanant penitència al poble per disposar-se a merèixer les promeses divines. (Zac., 7 i 8). La tercera part, potser obra del Deutero-Zacaries, anuncia el càstig que Déu ha de fer contra Síria i Fenícia, i promet la redempció d'Israel. No faltaran les penes contra els jueus rebels, però Jerusalem serà alliberada i enaltida. (Zac., 9-14).
Les idees internes de tota la profecia semblen manifestar la unitat del llibre, encara que les diverses parts tinguin un estil diferent. En general la interpretació de l'obra és força difícil, tal com anotà Sant Jeroni, al qual segueixen els altres comentaristes de l'antiguitat. Als mateixos jueus aquesta profecia els sembla molt fosca, i en resultava un Messies molt diferent del que ells esperen, que hauria de ser un doctor, el Doctor iusticiae, promès per Joel (II, 23) que portarà la salvació a Israel i la destrucció dels pobles impius.
El Nou Testament (Cf, Mt., XXI, 5; XXVII, 9; XXVI, 31 (on se cita textualment Zac., XIII,7); Jn., XII, 15; XIX, 37), cita amb freqüència el Llibre de Zacaries, i es diu que és un llibre profètic i diví.